# باتريشيا غيري
باتريشيا غيري (بالإنجليزية: Patricia Geary)‏ (19 أبريل 1951، مقاطعة سان دييغو في الولايات المتحدة)؛ كاتِبة وروائية أمريكية.